# Francisco Javier Muñoz Pérez
Francisco Javier Muñoz Pérez (Barcelona, 12 de desembre de 1985) és un jugador de futbol per a cecs català. Té una discapacitat: és cec i està classificat com un esportista B1. Va jugar en futbol a cinc en els Jocs Paralímpics de Londres 2012, on Espanya va aconseguir una medalla de bronze després de vèncer l'Argentina per 1-0.

## Palmarès[3]
- 2009: 3a posició, Campionat d'Europa IBSA 2009 (Nantes, França).
- 2011: 2a posició, Campionat d'Europa de Futbol per a Cecs 2011 (Turquia).
- 2012: Medalla de bronze, Jocs Paralímpics de Londres 2012.[4]
- 2013: 1a posició, Campionat d'Europa de Futbol per a Cecs 2013 (Loano).[5]